# Eden Silva
Eden Silva (ur. 14 marca 1996 w Londynie) – brytyjska tenisistka pochodzenia lankijsko–rosyjskiego.

## Kariera tenisowa
W karierze wygrała dwa turnieje singlowe i dwanaście deblowych rangi ITF. 3 kwietnia 2023 zajmowała najwyższe miejsce w rankingu singlowym WTA Tour – 298. pozycję, natomiast 3 lutego 2020 osiągnęła najwyższą lokatę w deblu – 126. miejsce.
W 2019 roku podczas Wimbledonu zadebiutowała w zawodach wielkoszlemowych, dochodząc do ćwierćfinału w grze mieszanej i odpadając w pierwszej rundzie gry podwójnej.

## Wygrane turnieje rangi ITF
| turnieje z pulą nagród 100 000 $ |
| turnieje z pulą nagród 80 000 $  |
| turnieje z pulą nagród 60 000 $  |
| turnieje z pulą nagród 25 000 $  |
| turnieje z pulą nagród 15 000 $  |
| turnieje z pulą nagród 10 000 $  |

### Gra pojedyncza
|    | Data       | Turniej    | Naw.          | Przeciwniczka    | Wynik         |
| 1. | 18/11/2017 | Helsinki   | Twarda (hala) | Tess Sugnaux     | 6:3, 1:6, 7:5 |
| 2. | 24/04/2022 | Nottingham | Twarda        | Robin Montgomery | 6:4, 6:4      |

### Gra podwójna
|    | Data       | Turniej                   | Naw.   | Partnerka            | Przeciwniczki                               | Wynik             |
| 1. | 01/03/2014 | Szarm el-Szejk            | Twarda | Emily Webley-Smith   | Nikola Horáková Akari Inoue                 | 6:7(4), 6:4, 10–5 |
| 2. | 27/09/2014 | Szarm el-Szejk            | Twarda | Ioana Ducu           | Yui Saikai Natsumi Yokota                   | 6:2, 6:4          |
| 3. | 13/12/2014 | Szarm el-Szejk            | Twarda | Rosalie van der Hoek | Aleksandra Grincziszyna Jekatierina Klujewa | 6:4, 2:6, 10–5    |
| 4. | 07/07/2018 | Corroios                  | Twarda | Andrea Ka            | Francisca Jorge Maria José Luque Moreno     | 3:6, 6:1, 10–5    |
| 5. | 05/05/2019 | Les Franqueses del Vallès | Twarda | Jessika Ponchet      | Jodie Anna Burrage Olivia Nicholls          | 6:3, 6:4          |
| 6. | 20/07/2019 | Palmela                   | Twarda | Sarah Beth Grey      | Estelle Cascino Dżulija Terzijska           | 7:5, 6:2          |
| 7. | 03/08/2019 | Woking                    | Twarda | Sarah Beth Grey      | Naiktha Bains Ankita Raina                  | 6:2, 7:5          |